# Fontanna Świętego Karola Boromeusza w Wiedniu
Fontanna Świętego Karola Boromeusza w Wiedniu – zabytkowa fontanna przy Landstraße w Wiedniu, poświęcona patronowi Wiednia – św. Karolowi Boromeuszowi. Fontanna zaprojektowana została przez architekta Jože Plečnika.
Wpisana na listę zabytków (Denkmalgeschütztes Objekt, Austria) pod numerem 7869.

## Historia
Fontanna wybudowana została z inicjatywy radnych dzielnicy dla uczczenia 60. urodzin burmistrza Wiednia Karla Luegera. Na wykonawcę wybrany został rzeźbiarz Josef Engelhart, który z kolei zaprosił do współpracy Jože Plečnika. 

## Opis
Fontanna zaprojektowana została w formie obelisku na rozbudowanej podstawie, postawionego w okrągłym basenie. Całość jest obniżona w stosunku do otaczającego ją terenu, ogrodzona niskim murkiem. 
Rzeźby na podstawie fontanny są dziełem Engelharta, Plečnik wykonał wazy z kwiatami ozdobione rzeźbionymi kozicami i orłami, stojące przy wejściu na plac. 

## Galeria

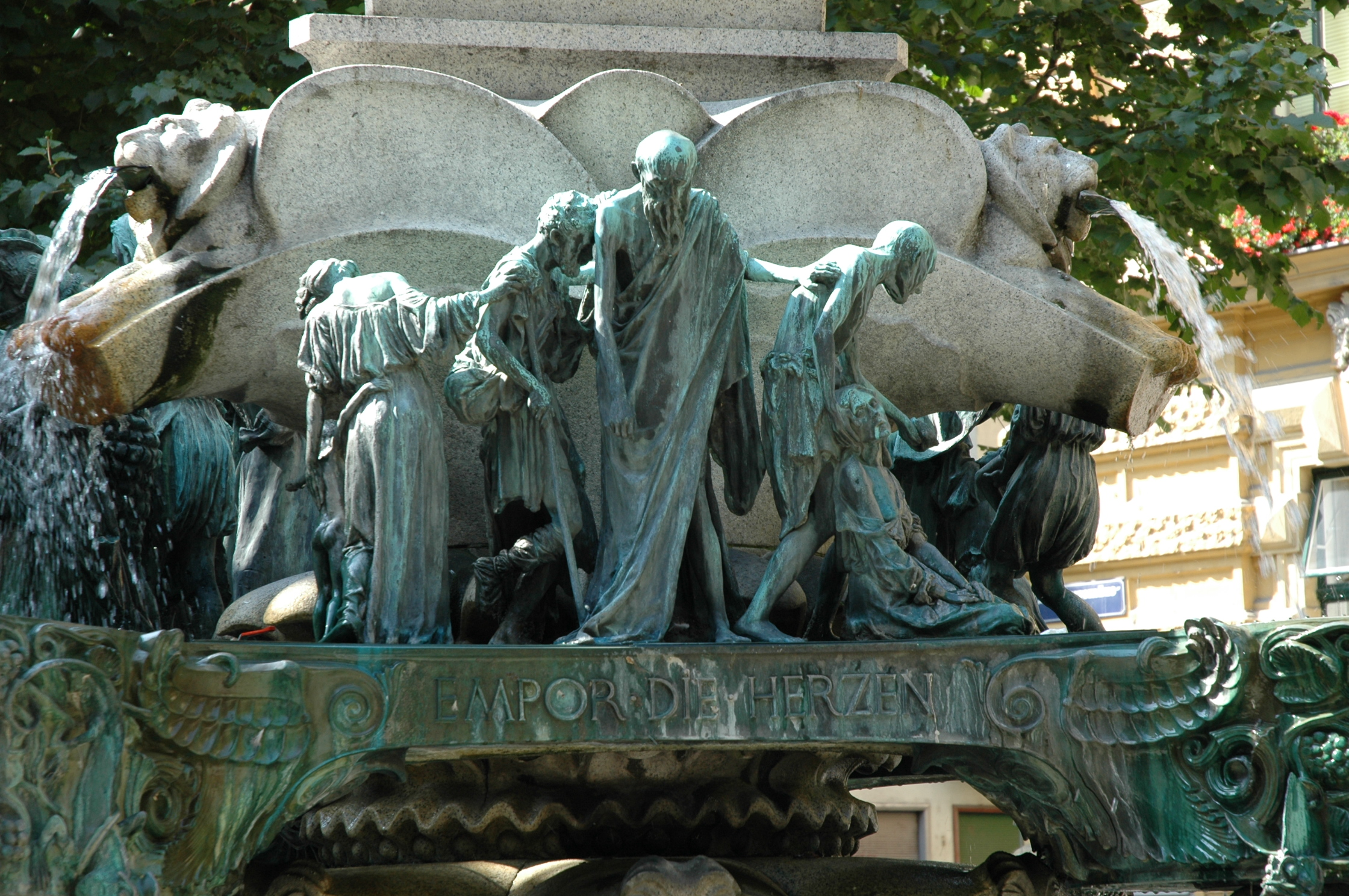
Rzeźby na podstawie fontanny
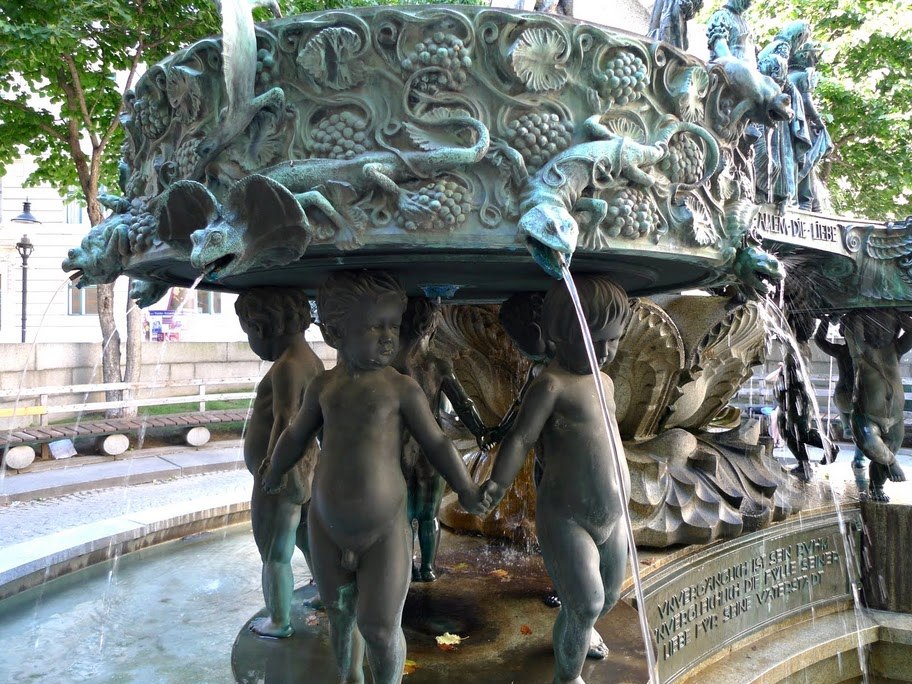
Fragment podstawy
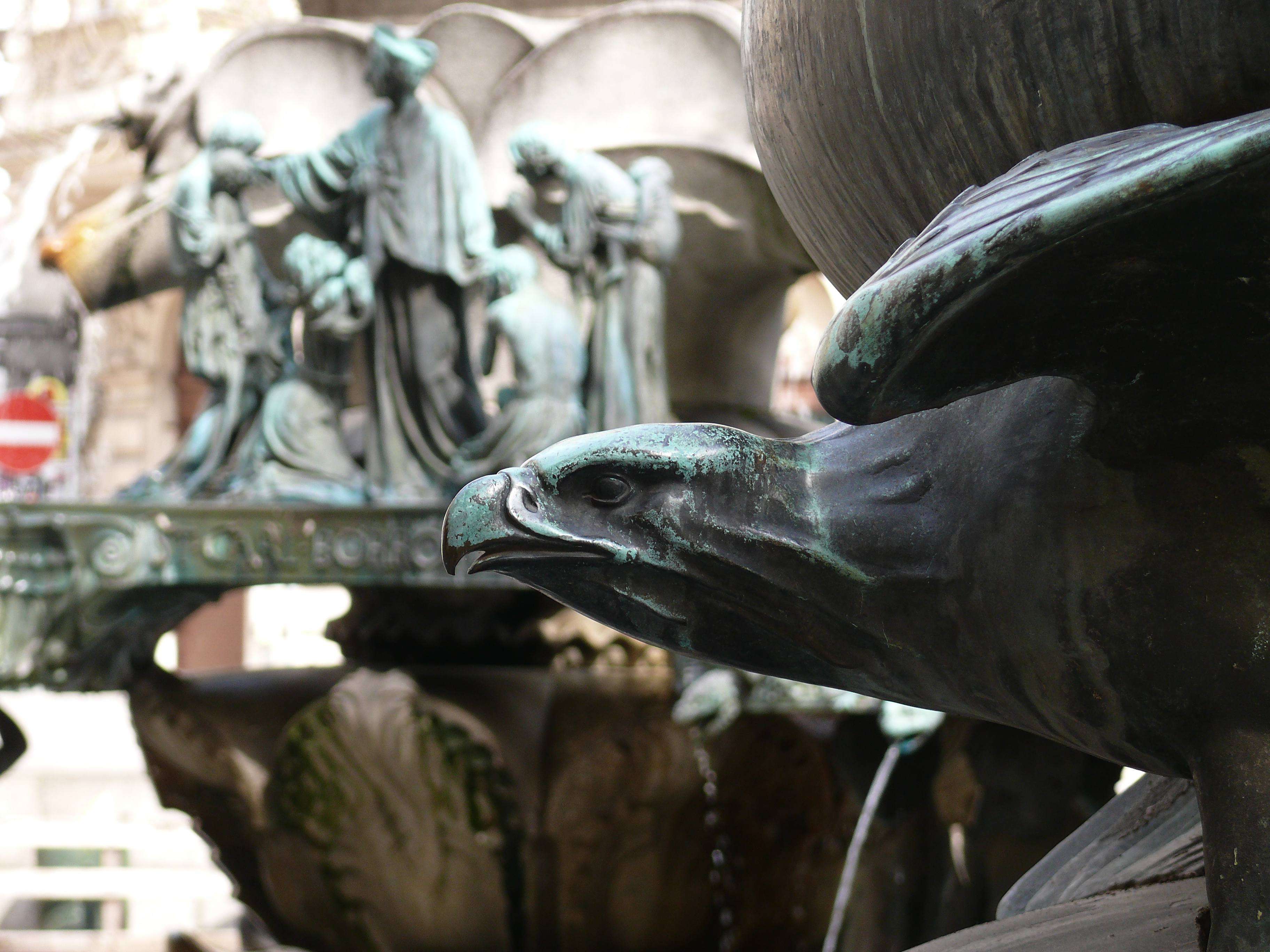
Na pierwszym planie – waza z orłem